# Áreas metropolitanas de México

Mapa de las áreas metropolitanas del país en 2004.

Las áreas metropolitanas de México han sido tradicionalmente definidas como el grupo de municipios o ciudades que interactúan fuertemente entre sí, normalmente en torno a un núcleo ciudad. En 2004, en un esfuerzo conjunto entre el CONAPO, el INEGI y la SEDESOL se acordó definir las áreas metropolitanas por primera vez.
El 19 de octubre de 2023 la Secretaría de Desarrollo Agrario, Territorial y Urbano, la CONAPO y el INEGI, publicaron el documento Metrópolis de México 2020, en el que se establecen los nuevos lineamientos oficiales para determinar las áreas metropolitanas del país, así como los planes, programas y proyectos que guiaran las políticas públicas en la materia. La nueva delimitación determinaba tres definiciones:
- Zona metropolitana: Conjunto de municipios cuya relación se basa en un alto grado de integración física o funcional intermunicipal o interestatal y la población total de los municipios que la conforman es de 200 mil habitantes o más. La localidad urbana o conurbación que da origen a la zona metropolitana cuenta con 100 mil habitantes o más.
- Metrópoli municipal: Municipio que no forma parte de una zona metropolitana, sin embargo, cuenta con una población total de 300 mil habitantes o más y es económica o políticamente relevante para el estado. La localidad urbana que da origen a la metrópoli municipal cuenta con 200 mil habitantes o más.
- Zona conurbada: Conjunto de municipios cuya relación se basa en un alto grado de integración física o funcional intermunicipal o interestatal. La localidad urbana o conurbación que da origen a la zona conurbada tiene entre 50 mil y 100 mil habitantes.

De acuerdo a esta nueva delimitación México cuenta con 92 metrópolis conformadas por 421 municipios que se clasifican en: 48 zonas metropolitanas, 22 metrópolis municipales y 22 zonas conurbadas; Las 48 zonas metropolitanas están conformadas por 345 municipios en los que residen 67.6 millones de personas; en las 22 metrópolis municipales habitan 12 millones; y en los 54 municipios que conforman las 22 zonas conurbadas viven 2.9 millones. De esta forma, 82.5 millones de personas, 65.5 por ciento de la población nacional, viven en estas metrópolis.

## Principales áreas metropolitanas del país
| N.º | Nombre           | Población  | Tipo                | Entidad federativa (municipios)                      |
| --- | ---------------- | ---------- | ------------------- | ---------------------------------------------------- |
| 1   | Ciudad de México | 21 436 911 | Zona metropolitana  | Ciudad de México (16), Hidalgo (2) y México (45): 63 |
| 2   | Monterrey        | 5 322 117  | Zona metropolitana  | Nuevo León (16)                                      |
| 3   | Guadalajara      | 5 110 617  | Zona metropolitana  | Jalisco (7)                                          |
| 4   | Puebla-Tlaxcala  | 2 776 893  | Zona metropolitana  | Puebla (14) y Tlaxcala (14): 28                      |
| 5   | Toluca           | 2 353 924  | Zona metropolitana  | México (16)                                          |
| 6   | Tijuana          | 2 049 413  | Zona metropolitana  | Baja California (2)                                  |
| 7   | León             | 1 935 928  | Zona metropolitana  | Guanajuato (3)                                       |
| 8   | Querétaro        | 1 530 820  | Zona metropolitana  | Querétaro (4)                                        |
| 9   | Juárez           | 1 512 450  | Metrópoli municipal | Chihuahua                                            |
| 10  | La Laguna        | 1 375 248  | Zona metropolitana  | Coahuila (2) y Durango (2): 4                        |
| 11  | Mérida           | 1 324 771  | Zona metropolitana  | Yucatán (13)                                         |
| 12  | San Luis Potosí  | 1 243 980  | Zona metropolitana  | San Luis Potosí (2)                                  |
| 13  | Aguascalientes   | 1 140 916  | Zona metropolitana  | Aguascalientes (3)                                   |
| 14  | Cuernavaca       | 1 121 122  | Zona metropolitana  | Morelos (10)                                         |
| 15  | Saltillo         | 1 031 779  | Zona metropolitana  | Coahuila (3)                                         |
| 16  | Mexicali         | 1 049 792  | Metrópoli municipal | Baja California                                      |
| 17  | Culiacán         | 1 003 530  | Metrópoli municipal | Sinaloa                                              |
| 18  | Morelia          | 988 704    | Zona metropolitana  | Michoacán (3)                                        |
| 19  | Chihuahua        | 988 065    | Zona metropolitana  | Chihuahua (3)                                        |
| 20  | Hermosillo       | 936 263    | Metrópoli municipal | Sonora                                               |
| 21  | Cancún           | 934 189    | Zona metropolitana  | Quintana Roo (2)                                     |
| 22  | Tampico          | 927 379    | Zona metropolitana  | Tamaulipas (3) y Veracruz (2): 5                     |
| 23  | Veracruz         | 882 011    | Zona metropolitana  | Veracruz (5)                                         |
| 24  | Tuxtla Gutiérrez | 848 274    | Zona metropolitana  | Chiapas (5)                                          |
| 25  | Reynosa          | 837 251    | Zona metropolitana  | Tamaulipas (2)                                       |

| N.º | Nombre           | PIB MXN   | PIB USD | PIB PPA | PIB per cápita MXN | PIB per cápita USD | PIB per cápita PPA |
| --- | ---------------- | --------- | ------- | ------- | ------------------ | ------------------ | ------------------ |
| 1   | Ciudad de México | 6 288 100 | 312 954 | 650 607 | 289 200            | 14 393             | 29 922             |
| 2   | Monterrey        | 2 260 900 | 112 523 | 233 927 | 403 100            | 20 062             | 41 707             |
| 3   | Guadalajara      | 1 567 100 | 77 993  | 162 142 | 296 000            | 14 732             | 30 626             |
| 4   | Puebla-Tlaxcala  | 650 600   | 32 380  | 67 315  | 226 000            | 11 248             | 23 383             |
| 5   | Tijuana          | 636 500   | 31 678  | 65 856  | 296 500            | 14 757             | 30 678             |
| 6   | Querétaro        | 516 200   | 25 691  | 53 409  | 318 400            | 15 847             | 32 944             |
| 7   | Saltillo         | 513 800   | 25 571  | 53 161  | 478 700            | 23 825             | 49 529             |
| 8   | Juárez           | 474 800   | 23 630  | 49 126  | 301 300            | 14 995             | 31 174             |
| 9   | Toluca           | 474 600   | 23 620  | 49 105  | 197 100            | 9810               | 20 393             |
| 10  | León             | 453 100   | 22 550  | 46 881  | 269 000            | 13 388             | 27 832             |
| 11  | Hermosillo       | 433 800   | 21 590  | 44 884  | 447 200            | 22 257             | 46 270             |
| 12  | La Laguna        | 430 300   | 21 416  | 44 522  | 302 100            | 15 035             | 31 257             |
| 13  | San Luis Potosí  | 388 100   | 19 315  | 40 155  | 303 000            | 15 080             | 31 350             |
| 14  | Mexicali         | 357 500   | 17 793  | 36 989  | 325 100            | 16 180             | 33 637             |
| 15  | Chihuahua        | 349 700   | 17 404  | 36 182  | 339 700            | 16 907             | 35 148             |
| 16  | Mérida           | 337 700   | 16 807  | 34 941  | 244 400            | 12 164             | 25 287             |
| 17  | Aguascalientes   | 332 100   | 16 528  | 34 361  | 278 300            | 13 851             | 28 795             |
| 18  | Tampico          | 323 000   | 16 075  | 33 420  | 337 800            | 16 812             | 34 951             |
| 19  | Villahermosa     | 304 100   | 15 135  | 31 464  | 358 000            | 17 817             | 37 041             |
| 20  | Morelia          | 288 900   | 14 378  | 29 891  | 283 100            | 14 090             | 29 291             |
| 21  | Veracruz         | 287 400   | 14 304  | 29 736  | 323 000            | 16 075             | 33 420             |
| 22  | Cancún           | 254 000   | 12 641  | 26 280  | 255 600            | 12 721             | 26 446             |
| 23  | Culiacán         | 242 100   | 12 049  | 25 049  | 234 100            | 11 651             | 24 221             |
| 24  | Cuernavaca       | 209 500   | 10 427  | 21 676  | 182 600            | 9088               | 18 893             |
| 25  | Celaya           | 199 300   | 9919    | 20 621  | 282 100            | 14 040             | 29 188             |
| 26  | Irapuato         | 177 500   | 8834    | 18 365  | 290 300            | 14 448             | 30 036             |
| 27  | Campeche         | 170 000   | 8461    | 17 589  | 567 600            | 28 249             | 58 728             |
| 28  | Durango          | 158 700   | 7898    | 16 420  | 224 200            | 11 158             | 23 197             |
| 29  | Monclova         | 152 900   | 7610    | 15 820  | 392 700            | 19 544             | 40 631             |
| 30  | Acapulco         | 151 600   | 7545    | 15 686  | 191 200            | 9516               | 19 783             |
| 31  | Tuxtla Gutiérrez | 148 800   | 7406    | 15 396  | 165 900            | 8257               | 17 165             |
| 32  | Pachuca          | 145 100   | 7222    | 15 013  | 229 600            | 11 427             | 23 756             |
| 33  | Mazatlán         | 140 000   | 6968    | 14 485  | 271 000            | 13 487             | 28 039             |
| 34  | Oaxaca           | 136 700   | 6803    | 14 144  | 177 100            | 8814               | 18 324             |
| 35  | Xalapa           | 117 400   | 5843    | 12 147  | 145 700            | 7251               | 15 075             |
| 36  | Matamoros        | 101 300   | 5042    | 10 481  | 180 400            | 8978               | 18 665             |
| 37  | Tlaxcala         | 100 200   | 4987    | 10 367  | 143 000            | 7117               | 14 796             |
| 38  | Los Cabos        | 98 500    | 4902    | 10 191  | 263 700            | 13 124             | 27 284             |
| 39  | Nuevo Laredo     | 95 300    | 4743    | 9860    | 216 500            | 10 775             | 22 400             |
| 40  | Poza Rica        | 91 900    | 4574    | 9509    | 270 300            | 13 453             | 27 967             |

## Transnacionales o binacionales
Las zonas metropolitanas que se localizan en la frontera con los Estados Unidos también forman conurbaciones transnacionales con una interacción económica y demográfica profunda. La CONAPO define y reconoce la existencia de dichas zonas metropolitanas y las define como los municipios que contienen al menos 200 000 habitantes y que participan del proceso de conurbación con otras ciudades de los Estados Unidos de América.

A continuación se presenta la población de las áreas metropolitanas entre México-Estados Unidos según el Diccionario geográfico del mundo en el 2007:

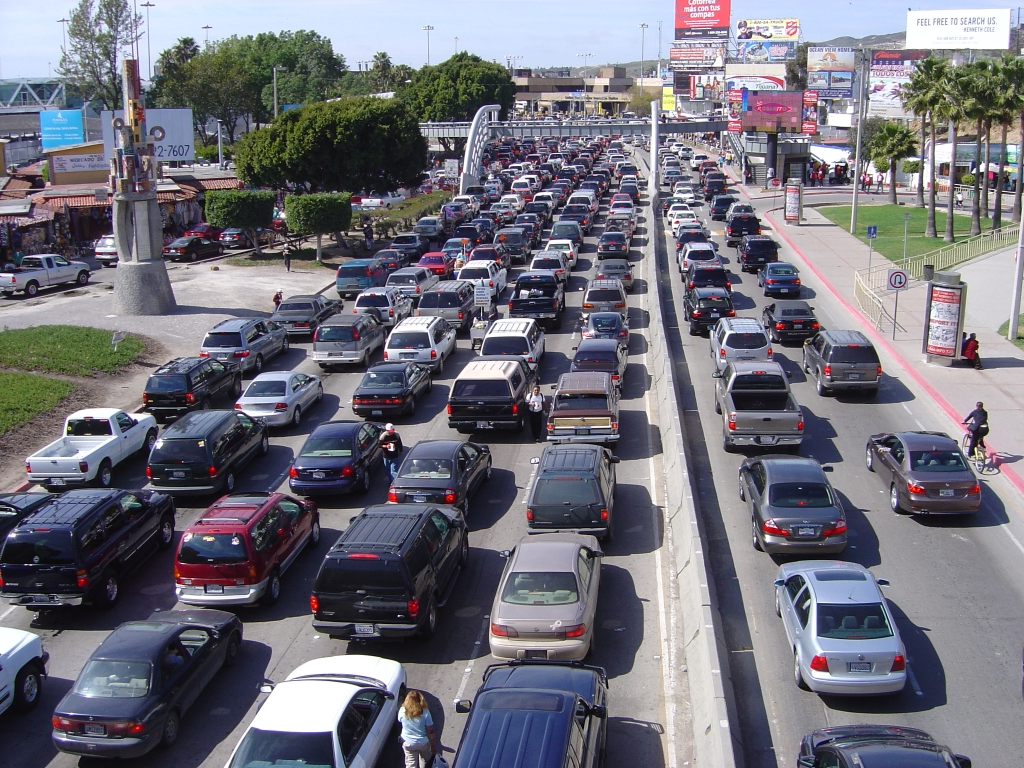
Paso transnacional del Área metropolitana de San Diego-Tijuana al noroeste del país.

| Posición | Nombre de frontera             | Población |
| -------- | ------------------------------ | --------- |
| 01       | Tijuana/San Diego              | 4 922 723 |
| 02       | Juárez/El Paso                 | 2 345 182 |
| 03       | Reynosa/McAllen                | 1 109 664 |
| 04       | Mexicali/Calexico              | 1 026 989 |
| 05       | Matamoros/Brownsville          | 1 019 207 |
| 06       | Nuevo Laredo/Laredo            | 718 073   |
| 07       | Nogales/Nogales                | 236 368   |
| 08       | Piedras Negras-Nava/Eagle Pass | 206 948   |
| 09       | San Luis Río Colorado/Yuma     | 203 579   |
| 10       | Ciudad Acuña/Del Río           | 200 367   |
| 11       | Agua Prieta-Naco/Sierra Vista  | 190 094   |
| 12       | Ojinaga/Presidio               | 24 980    |

## Corona Regional del Centro de México

Ubicación de las metrópolis que conforman la megápolis de México.

Una megalópolis se define como una cadena continua de áreas metropolitanas o territorios que están relativamente integrados entre sí, como lo es el corredor de Boston-Washington D. C. (BosWash) en los Estados Unidos. En 1996, el Programa General de Desarrollo Urbano del Distrito Federal propuso, por primera vez, utilizar este término para referirse a la cadena urbana del centro de México, y más tarde el término fue retomado por PROAIRE, una comisión metropolitana del medio ambiente.
Esta megalópolis, que en México se le llamó también "corona regional de ciudades", está integrada por las zonas metropolitanas de la Valle de México, Puebla, Cuernavaca, Toluca, Cuautla, Pachuca, Tula de Allende y Tulancingo; las cuales también pueden formar sub-megalópolis o coronas subregionales de ciudades (por ejemplo, la Zona metropolitana de Puebla-Tlaxcala forma una corona regional con Atlixco, San Martín Texmelucan, Apizaco y Tlaxcala). La megalópolis o corona regional del Valle de México está integrada por 173 municipios 59 del Estado de México, y 1 de Hidalgo) y las 16 alcaldías de la Ciudad de México, con una población total aproximada (según las cifras antes mencionadas) de 35 millones de habitantes.

## Galería
|                      |
| ZM Ciudad de México. |

|               |
| ZM Monterrey. |

|                 |
| ZM Guadalajara. |

|                     |
| ZM Puebla-Tlaxcala. |

|            |
| ZM Toluca. |

|             |
| ZM Tijuana. |

|          |
| ZM León. |

|            |
| MM Juárez. |

|               |
| ZM Querétaro. |

|               |
| ZM La Laguna. |

|            |
| ZM Mérida. |

|                     |
| ZM San Luis Potosí. |